# Kaitlin Doubleday

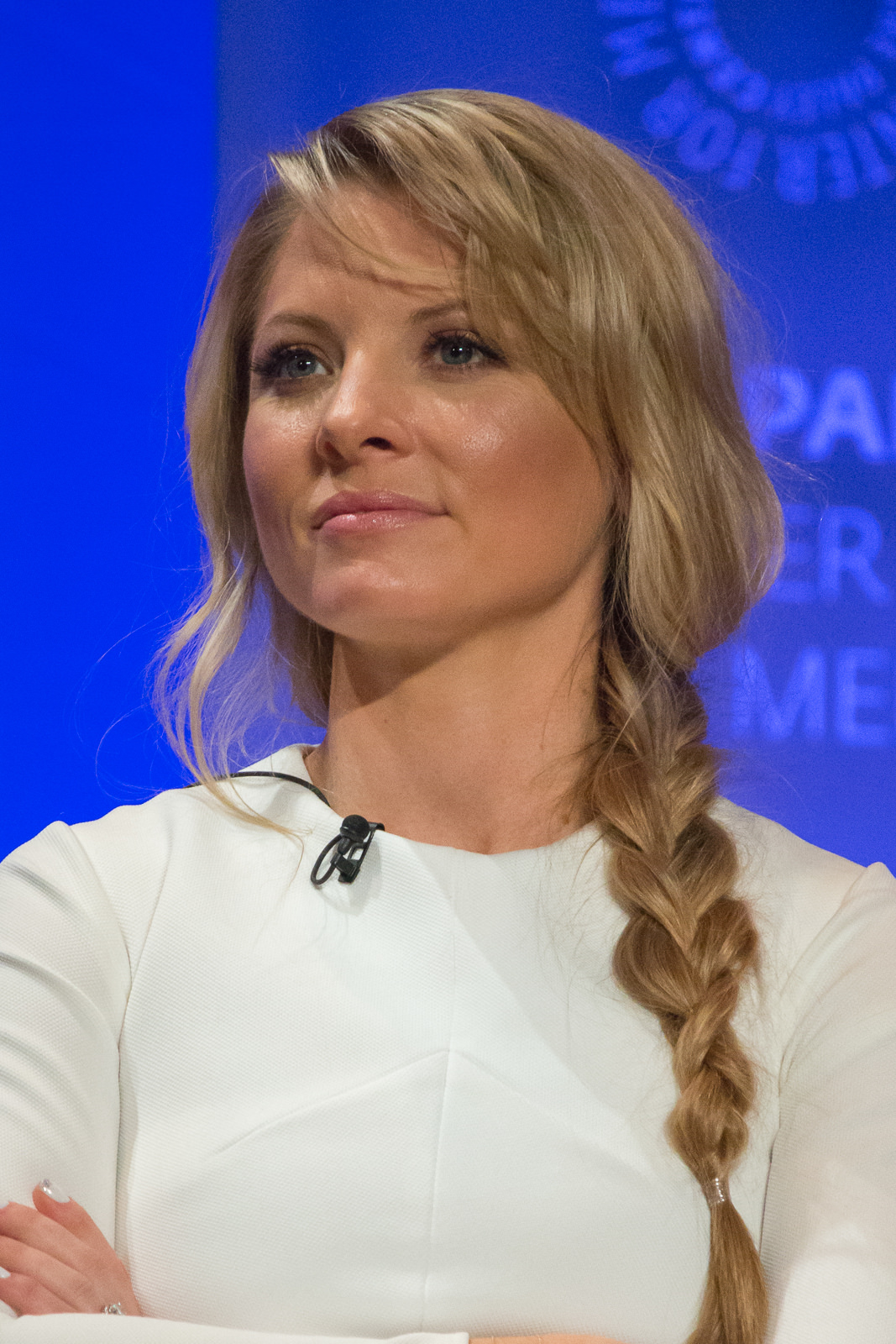
Kaitlin Doubleday (2016)

Jan Kaitlin Len Doubleday (* 19. Juli 1984 in Los Angeles County, Kalifornien) ist eine US-amerikanische Schauspielerin. Sie ist die Tochter von Christina Hart und Frank Doubleday sowie die ältere Schwester von Portia Doubleday.

## Leben und Karriere
Doubleday debütierte in einer Folge der Fernsehserie Without a Trace – Spurlos verschwunden aus dem Jahr 2002. In der Komödie Catch Me If You Can aus dem gleichen Jahr trat sie an der Seite von Leonardo DiCaprio auf. In der Komödie Home of Phobia (2004) spielte sie eine der größeren Rollen. Die Schauspielerin trat im Sommer 2005 im Theaterstück A Good Soldier im Odyssey Theatre in Los Angeles auf.
In den US-Dramaserien Empire sowie Nashville war Doubleday jeweils in Nebenrollen zu sehen.

## Filmografie (Auswahl)
- 2002: Without a Trace – Spurlos verschwunden (Without a Trace, Fernsehserie, Folge 1x04)
- 2002: Catch Me If You Can
- 2004: Cold Case – Kein Opfer ist je vergessen (Cold Case, Fernsehserie, Folge 1x11)
- 2004: Home of Phobia
- 2005: AbServiert (Waiting...)
- 2006: The TV Set
- 2006: S.H.I.T. – Die Highschool GmbH (Accepted)
- 2007: Cavemen (Fernsehserie, 9 Folgen)
- 2009: Edgar Allan Poe’s Das Grab der Ligeia (The Tomb)
- 2009: Bones – Die Knochenjägerin (Bones, Fernsehserie, Folge 5x03)
- 2009: Brothers & Sisters (Fernsehserie, 2 Folgen)
- 2010: Criminal Minds (Fernsehserie, Folge 6x08)
- 2011: Final Sale
- 2011: Drop Dead Diva (Fernsehserie, 2 Folgen)
- 2011: Hung – Um Längen besser (Hung, Fernsehserie, 3 Folgen)
- 2012: The March Sisters at Christmas (Fernsehfilm)
- 2013: Royal Pains (Fernsehserie, Folge 5x09)
- 2014: Foto mit Happy End (Friend Request, Chance at Romance, Fernsehfilm)
- 2014: Mixology (Fernsehserie, 2 Folgen)
- 2015: Dudes & Dragons (Dragon Warriors)
- 2015–2016: Empire (Fernsehserie, 36 Folgen)
- 2016–2018: Nashville (Fernsehserie, 20 Folgen)
- 2016: A Boy Called Po
- 2017: Scary Endings (Fernsehserie, 2 Folgen)
- 2019: Christmas at Graceland – Home for the Holidays (Fernsehfilm)
- 2020: Love on Iceland (Fernsehfilm)
- 2021: Debbie Macomber’s A Mrs. Miracle Christmas (Fernsehfilm)
- 2022: High Heat
- 2024: To Kill a Wolf